# Pennaria grandis
Pennaria grandis är en nässeldjursart som beskrevs av Paul Torben Lassenius Kramp 1928. Pennaria grandis ingår i släktet Pennaria och familjen Pennariidae. Inga underarter finns listade i Catalogue of Life.